# Édouard-François André

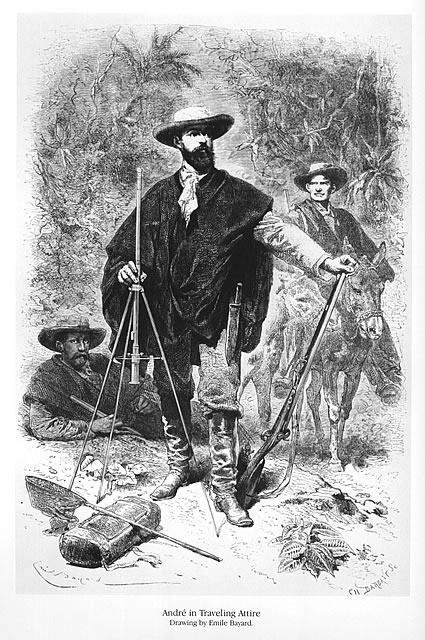
Édouard André en la Cordillera de los Andes. Grabado de Émile Bayard 1889.

Édouard François André (o Édouard André, 17 de julio de 1840, Bourges - 25 de octubre de 1911) fue un arquitecto paisajista y botánico francés, reputado por haber concebido los parques de Montecarlo, de Montevideo y de Luxemburgo.

## Biografía
Nace en una familia de modestos horticultores, Édouard André entra en 1860 al Servicio de Parques de la ciudad de París, auxiliar del paisajista Jean-Pierre Barillet-Deschamps. Participa en las plantaciones del parque des Buttes-Chaumont. Amigo del crítico Jules Janin, siendo su secretario ocasional, se encuentra con George Sand y firma con su protección un artículo sobre los jardines de París en el Paris-Guide de 1867.
Gana el concurso organizado por la ciudad de Liverpool para la creación del Parque Sefton en 1866, avanzando en una carrera liberal que lo llevó a diseñar por toda Europa, tanto para clientes públicos, como privados. En veinte años verá la transformación en coronas verdes de las antiguas fortificaciones de la ciudad de Luxemburgo. Crea el Campo de Marte de Montpellier, el jardín público de Cognac, el rosedal de L'Haÿ-les-Roses para el conde de Jules Gravereaux (1844-1916), administrador de la revista Le Bon Marché.
Redactor en jefe de la Illustration Horticole, trabaja en conjunto con el horticultor belga Jean Jules Linden.
De 1875 a 1876 se une a una exploración botánico-hortícola a la Cordillera de los Andes, donde reporta de numerosas riquezas vegetales. La más espectacular fue Anthurium andreanum, hoy emblema de Martinica. La familia de los ananas (Bromeliaceas) deviene en su pasión y se propone para los horticultores el cultivo de numerosas novedades de híbridos, de sus viajes y de sus trabajos. Sería el tercer profesor de arte de jardines en la École nationale d'horticulture de Versailles.
Fue especialista de jardines ingleses del siglo XIX y particularmente de los jardines munidos de puentes y de escaleras.
Horticultor y paisajista reputado, Édouard André fue igualmente a la cabeza, durante más de veinte años, de la prestigiosa Revue Horticole.
En 1890 fue contratado por la Municipalidad de Montevideo para establecer la urbanización verde de esa ciudad capital.
Fallecido en 1911, sus restos mortales reposan en el Cementerio de Montmartre, en el mausoleo familiar de su suegro, el violonchelista Auguste-Joseph Franchomme.

## Algunas publicaciones
- Bromeliaceae Andreanae. Description et Histoire des Bromeliacées récoltées dans la Colombie, l'Ecuador et la Venezuela. Librairie Agricole, París, 1889. Reedición : Big Bridge Press, Berkley CA, 1983

- Traité général de la composition des parcs et jardins. Masson, París, 1879. Reedición : Lafitte Reprints, Marsella, 1983, 1985